# Cercyon crocatus
Cercyon crocatus är en skalbaggsart som beskrevs av Ales Smetana 1978. Cercyon crocatus ingår i släktet Cercyon och familjen palpbaggar. Inga underarter finns listade i Catalogue of Life.